# Metaplacha tobiasi
Metaplacha tobiasi är en insektsart som beskrevs av Alexander Fyodorovich Emeljanov 2000. Metaplacha tobiasi ingår i släktet Metaplacha och familjen kilstritar. Inga underarter finns listade i Catalogue of Life.